# 아디티야 초프라
아디티야 초프라(힌디어: आदित्य चोपड़ा, 1971년 5월 21일 ~ )는 인도의 영화 감독, 프로듀서, 각본가이다.

## 출연 작품
- 케어프리 (2016)
- 샤룩칸의 팬 (2016)
- 술탄 (2016)
- 아내 업고 달리기 (2015)
- 애즈 롱 애즈 아이 라이브 (2012)
- 이샤크자아데 (2012)
- 엑 타 타이거 (2012)
- 배드마쉬 컴퍼니 (2010)
- 러브 임파서블 (2010)
- 로켓 싱: 세일즈맨 오브 더 이어 (2009)
- 내 마음은 하디파 (2009)
- 뉴욕 (2009)
- 배츠나 애 하시노 (2008)
- 집 없는 강아지 로미오 (2008)
- 스타일 (2008)
- 그 남자의 사랑법 (2008)
- 라가 추나리 메인 다그 (2007)
- 화이팅! 인도 (2007)
- 댄스 베이비 댄스 (2007)
- 다 함께 춤을 (2007)
- 아자 나칠레 (2007)
- 천재도둑미스터A (2006)
- 카불 익스프레스 (2006)
- 파나 (2006)
- 살람 나마스테 (2005)
- 번티 아우어 바브리 (2005)
- 차러스: 어 조인트 에퍼트 (2004)
- 둠 (2004)
- 모하바테인 (2000)
- 내 마음이 미쳤나봐 (1997)
- 용감한 자가 신부를 데려가리 (1995)